# Blackburn (West Lothian)
55°52′21″N 3°37′17.5″V / 55.87250°N 3.621528°V.
Blackburn er en by med ca. 5500 indbyggere i kommunen og regionen West Lothian, Skotland, nær Bathgate, ca. 8 km fra Livingston og omkring 32 km fra Edinburgh.
Blackburn betyder sort burn (strøm)", fra oldengelske blæc "black" og burna "stream". Navnet var registreret i 1152 som Blachebrine.
Oprindeligt var byen et center for bomuldsfremstilling, men i midten af det 19. århundrede blev kulminedrft den dominerende industri. I nutiden arbejder de fleste i de nærliggende industribyer.
Der er et hotel og tre værtshuse i byen.
Byen huser den kendte katolske skole St Kentigern's Academy, med elever fra en række byer i West Lothian.

## Kendte personer
- Susan Boyle